# Ana Konjuh
Ana Konjuh (Dubrovnik, 27 december 1997) is een tennisspeelster uit Kroatië. Zij begon op vijfjarige leeftijd met tennis. Haar favoriete ondergrond is hardcourt. Zij speelt rechtshandig en heeft een tweehandige backhand. Zij is actief in het proftennis sinds 2014.

## Loopbaan
In 2012 won Konjuh de Orange Bowl. In 2013 won zij het juniortoernooi van het Australian Open in het enkelspel, én in het meisjesdubbelspel samen met de Canadese Carol Zhao. Daardoor steeg zij naar de eerste plaats in de juniorenwereldranglijst van de ITF.
In de periode 2013–2019 speelde Konjuh in het Kroatische Fed Cup-team – zij behaalde daar een winst/verlies-balans van 19–9. In 2014 doorliep zij met succes het kwalificatietoernooi voor het enkelspel op Wimbledon, waar zij doordrong tot de derde ronde door onder meer de Belgische Yanina Wickmayer te verslaan.
In 2015 won zij haar enige WTA-titel, in Nottingham – in de finale versloeg zij de Roemeense Monica Niculescu. In 2016 nam zij deel aan de Olympische spelen in Rio de Janeiro – zij bereikte er de tweede ronde.
Haar beste resultaat op de grandslamtoernooien is het bereiken van de kwartfinale, op het US Open 2016, waar zij onder meer Kiki Bertens en Agnieszka Radwańska versloeg alvorens ten prooi te vallen aan Karolína Plíšková. Haar hoogste notering op de WTA-ranglijst is de 20e plaats, die zij bereikte in juli 2017.
In september 2017 onderging Konjuh een artroscopische operatie in haar rechterelleboog. Sindsdien speelt zij geen dubbelspel meer. In het enkelspel was zij inactief tussen februari 2019 en september 2020.
Bij haar hervatting in september 2020 wist zij haar eerste toernooideelname, een $25k-ITF-toernooi in Zagreb (Kroatië), winnend af te sluiten, zonder een set te hoeven inleveren – in de geheel Kroatische finale versloeg zij Tereza Mrdeža.

## Posities op deWTA-ranglijst
Positie per einde seizoen:
| jaar | rang enkelspel | rang dubbelspel |
| ---- | -------------- | --------------- |
| 2013 | 274            | 582             |
| 2014 | 90             | 888             |
| 2015 | 80             | 355             |
| 2016 | 48             | 385             |
| 2017 | 44             | 191             |
| 2018 | 418            | –               |
| 2019 | 1270           | –               |
| 2020 | 538            | –               |

## Resultaten grote toernooien
| Legenda | Legenda                          |
| ------- | -------------------------------- |
| g.t.    | geen toernooi gehouden           |
| l.c.    | lagere categorie                 |
| –       | niet deelgenomen                 |
| G       | uitgeschakeld in de groepsfase   |
| 1R      | uitgeschakeld in de eerste ronde |
| 2R      | uitgeschakeld in de tweede ronde |
| 3R      | uitgeschakeld in de derde ronde  |
| 4R      | uitgeschakeld in de vierde ronde |
| KF      | uitgeschakeld in de kwartfinale  |
| HF      | uitgeschakeld in de halve finale |
| F       | de finale verloren               |
| W       | het toernooi gewonnen            |
| w-v     | winst/verlies-balans             |

### Enkelspel
| toernooi            | 2014 | 2015 | 2016 | 2017 | 2018 |
| ------------------- | ---- | ---- | ---- | ---- | ---- |
| grandslamtoernooien |      |      |      |      |      |
| Australian Open     | 1R   | 1R   | 2R   | 2R   | –    |
| Roland Garros       | –    | 2R   | 2R   | 2R   | 1R   |
| Wimbledon           | 3R   | 1R   | 2R   | 4R   | 1R   |
| US Open             | –    | 2R   | KF   | 1R   | –    |
| Premier Mandatory   |      |      |      |      |      |
| Indian Wells        | –    | –    | –    | 2R   | –    |
| Miami               | –    | –    | –    | 2R   | –    |
| Madrid              | –    | –    | –    | 1R   | –    |
| Premier Five        |      |      |      |      |      |
| Dubai/Doha          | –    | –    | 1R   | KF   | –    |
| Montreal/Toronto    | –    | –    | –    | 1R   | –    |
| Cincinnati          | –    | 1R   | –    | 1R   | –    |
| olympisch           |      |      |      |      |      |
| Olympische Spelen   | g.t. | g.t. | 2R   | g.t. | g.t. |
| statistieken        |      |      |      |      |      |
| titels per jaar     | 0    | 1    | 0    | 0    | 0    |
| eindejaarsranking   | 90   | 80   | 48   | 44   | 418  |

### Vrouwendubbelspel
| toernooi        | 2015 | 2016 | 2017 |
| --------------- | ---- | ---- | ---- |
| Australian Open | –    | –    | 1R   |
| Roland Garros   | –    | 2R   | 2R   |
| Wimbledon       | 2R   | –    | 3R   |
| US Open         | 1R   | –    | 1R   |

### Gemengd dubbelspel
| toernooi        | 2015 |    | 2017 | w-v |
| --------------- | ---- | -- | ---- | --- |
| Australian Open | –    | –  | 0-0  |     |
| Roland Garros   | –    | –  | 0-0  |     |
| Wimbledon       | 3R   | 3R | 4-2  |     |
| US Open         | –    | –  | 0-0  |     |

## Palmares
| Legenda                 |
| ----------------------- |
| Grandslamtoernooi       |
| Olympische Spelen       |
| Year-End Championships  |
| Premier Mandatory       |
| Premier Five / WTA 1000 |
| Premier / WTA 500       |
| International / WTA 250 |
| Challenger / WTA 125    |

### WTA-finaleplaatsen enkelspel
| nr.              | finale     | toernooi       | ondergrond | tegenstandster      | score          |         |
| ---------------- | ---------- | -------------- | ---------- | ------------------- | -------------- | ------- |
| gewonnen finales |            |                |            |                     |                |         |
| 1.               | 2015-06-15 | WTA Nottingham | gras       | Monica Niculescu    | 1-6, 6-4, 6-2  | details |
| verloren finales |            |                |            |                     |                |         |
| 1.               | 2017-01-07 | WTA Auckland   | hardcourt  | Lauren Davis        | 3-6, 1-6       | details |
| 2.               | 2021-05-22 | WTA Belgrado   | gravel     | Paula Badosa Gibert | 2-6, 0-2, opg. | details |